# Верия (дим)
Ве́рия (греч. Δήμος Βέροιας) — община (дим) в Греции. Входит в периферийную единицу Иматия в периферии Центральная Македония. Население 66 547 жителей по переписи 2011 года. Площадь 796,494 квадратного километра. Плотность 83,55 человека на квадратный километр. Административный центр — Верия, исторический центр — Вергина. Димархом на местных выборах 2014 года избран Констандинос Ворьязидис (Κωνσταντίνος Βοργιαζίδης).
Создана в 1918 году (ΦΕΚ 98Α). В 2010 году (ΦΕΚ 87Α) по программе «Калликратис» к общине присоединены упразднённые общины Апостолос-Павлос, Вергина, Доврас и Македонида.
Община (дим) Верия делится на 5 общинных единиц.